# 馬丁航空138號班機空難
馬丁航空138號班機空難是馬丁航空一班的往返印尼朱安達國際機場至阿卜杜勒-阿齐兹国王国际机场定期航班，1974年12月4日，一架道格拉斯DC-8客機墜毀於Maskeliya，造成191名乘客死亡。
馬丁航空138號班機空難是斯里蘭卡史上最嚴重的空難。

## 飛機
失事飞机为一架道格拉斯DC-8-55F,注册编号PH-MBH,发动机为4台普惠JT3D-3B